# Малышев, Юрий Александрович
Юрий Александрович Малышев (1 февраля 1947, Химки, Московская область, РСФСР, СССР) — советский спортсмен (академическая гребля), олимпийский чемпион (1972), заслуженный мастер спорта СССР (1972).

## Спортивная карьера
- Олимпийский чемпион 1972 в гребле на одиночке
- 4-кратный чемпион СССР 1971, 1972 в гребле на одиночке, 1972 и 1973 на двойке парной.

## Награды
- Орден «Знак Почета»